# Бугры пучения
Бугры пучения — положительные замкнутые формы криогенного рельефа, которые возникают в криолитозоне (в областях развития многолетнемёрзлых или сезонномёрзлых пород) в результате неравномерного сегрегационого, инъекционного (диапирового типа) льдообразования, или их сочетания, в горных породах.

## Механизмы формирования, черты строения и климатические условия образования
В соответствии с доминирующим механизмом образования различают три генетических группы бугров пучения:
1. сегрегационные, которые иногда называют миграционными;
2. инъекционные, или интрузивные, и
3. инъекционно-сегрегационные[2].

Высота бугров пучения составляет от долей метра до 80 метров, а диаметр основания — от нескольких метров до километров. Бугры пучения каждой генетической группы неодинаковы по времени существования, строению, форме в плане и высоте. Современные бугры пучения развиты в субполярных и высокогорных котловинных районах с преимущественно резко континентальным и семиаридным климатом. Сохранившиеся в течение тысячелетий голоценовые бугры пучения, как палеоклиматический показатель былых суровых природных условий, также обнаруживаются в тех районах, которые испытали четвертичное оледенение после дегляциации, или граничили с краями ледников времени последнего похолодания. Последнее обстоятельство не всегда обязательно, поскольку голоценовые полуразрушенные бугры пучения могут свидетельствовать и о наличии в местах их современного распространения многолетнемёрзлых пород, крайне малого количества атмосферных осадков, или просто только мощного сезонномёрзлого слоя и малой относительной увлажнённости климата, то есть — о резко континентальных условиях времени их формирования.

## О терминах
Собственно выражение «бугор пучения» можно полагать термином свободного пользования для всей группы криогенных положительных форм рельефа, независимо от их возраста, генезиса, сохранности и т. п. Ряд словарей и некоторые научные издания даже объединяют бугры пучения в общую категорию синонимов с такими понятиями, как «гидролакколиты», «наледные бугры» и т. п. Терминологически проблема правильной диагностики всех этих форм осложняется ещё и тем, что существует немалое количество местных названий, так или иначе вошедших не только в обиход коренного населения, но и в мировую литературу. К таковым, во-первых, относятся ставшие международным термином северо-американские «пинго» (англ. pingo), широко развитые и впервые исследованные на Аляске и в Канадской Арктике. Термин «пинго» применяют во всём мире как к современным, так и к многолетним буграм криогенного пучения, которые формируются на днищах обсохших или пересыхающих термокарстовых озёрных котловин, либо на болотах. Пинго возникают преимущественно в результате сегрегационного льдообразования при промерзании таликов и формировании многолетнемерзлых пород. В СНГ при уточнении генезиса бугров пучения применяют термин «булгуннях» (от якут. булгунньах - «холм», «вершина», «курган»), являющийся синонимом пинго.
И пинго, и булгунняхи, и туфуры (небольшие бугры пучения) формировались за счёт выдавливания деятельного слоя межмерзлотными водами, находящимися под большим давлением между верхней границей многолетнемёрзлых пород и нижней границей сезонномёрзлого слоя при указанных выше суровых климатических условиях при механизме, отмеченном выше. Все они имеют более или менее крупное ледяное ядро («гидролакколит») в основании, которое может иметь связь и с верхней границей «вечной» мерзлоты.
При последующем изменении климата, деградации мерзлоты, ледяные основания (каковыми могли служить и гидролакколиты, если таковые ледяные тела вообще были) почти или полностью исчезли, вершины этих бугров, как правило, просели, и в образовавшихся термокарстовых западинах формировались термокарстовые озёра, многие из которых позднее также пересохли.
Так, у многих тюркоязычных народов пинго-булгунняхи носят название «тебелеров» (от тюрк. — «холм», «макушка», «вершина»). Тебелеры известны во многих высокогорных котловинах Южной Сибири. Особенно хорошо тебелеры изучены на днищах спущенных котловинных ледниково-подпрудных озёр в Чуйской и Курайской котловинах. В центральной части первой имеется даже посёлок Тебелер, расположенный на буграх пучения голоценового возраста. В Курайской котловине, при таком понимании, в урочище Джангысколь, находится большое поле настоящих пинго, под слоем покровных пород которых залегает чистый лёд.

## Наличие ледяного ядра
Тебелеры Чуйской межгорной впадины гораздо древнее[чего?]. Специальными комплексными исследованиями, базировавшимися на результатах анализа строения вскрытых горными выработками нескольких крупных бугров пучения в районе пос. Тебелер (Кош-Агачский район), а также полученным по растительным остаткам 14С-возраста тебелеров, сопоставления этих данных с абсолютным возрастом погребённых под озёрно-ледниковыми ленточно-подобными суглинками в высокогорной долине Ак-Кол (исток Софийского ледника, Южно-Чуйский хребет) «законсервированных» наледей и, наконец, абсолютного возраста многочисленных археологических находок (древесины поминальных оградок, костных остатков, углей из древних плавильных печей и т. п.), возраст активного криогенеза и аридизации климата маркируется экстремумами от 3900 до 2100 лет, причём есть все основания полагать, что он близок к верхним датировкам. Другими словами, возраст самых древних бугров пучения Юго-Восточного Алтая, то есть — начало активного формирования мерзлотных форм, совпадает с самым концом климатического оптимума голоцена, что хорошо согласуется с данными по другим регионам Сибири. При геологических работах было обнаружено, что ни один из древних бугров-тебелеров пучения не имеет в основании ледяных ядер, и вообще — многолетнемёрзлых пород. Тебелеры представляют собой высокие — свыше 30 м, правильные холмы конической формы, как правило, с провалившимися вершинами-кратерами, часто — заозёренными. Другими словами, в непосредственной близости, но в различных котловинах Алтая, можно обнаружить и бугры пучения-тебелеры безо льда, и тебелеры-пинго с ледяными основаниями, которые, возможно, внешне похожи на гидролакколиты. Таким образом, наличие ледяных «ядер», а тем более — похожих на лакколиты, но только состоящих изо льда, в основании криогенных бугров пучения — возможное, но совершенно не обязательное условие.

## Гидролакколиты
Гидролакколиты (от др.-греч. ὕδωρ + λάκκος + λίθος — «Вода + яма, углубление + камень») — масса подпочвенного льда, по форме сходные с лакколитами. Они образуются в криолитозоне, причём на территориях, где верхняя граница многолетней мерзлоты залегает близко к дневной поверхности. Гидролакколиты могут образовываться также и при промерзании закрытых систем несквозных таликов под осушающимися обычно термокарстовыми озёрами, большая часть из которых в конечном итоге может представлять собой аласы.
Гидролакколиты — это, по существу, инъекционные бугры пучения. Они образуются в местах разгрузки напорных межмерзлотных вод и в обрамлении наледей, каковыми, выходя на поверхность под напором и быстро замерзая, они и являются (наледные бугры.) Напорные воды выходят на поверхность на участках разрывов растяжения, обычно — по ослабленным границам трещинных полигонов.
Наледные бугры (гидролакколиты) также представляют собой выпуклые части наледных массивов, образовавшихся, в частности, в результате пучения льда или замерзания излившихся на поверхность грунтовых вод через ослабленные участки деятельного слоя. Такие гидролакколиты и бугры имеют часто сезонный характер (Юго-Восточный Алтай), в субполярных и полярных условиях они способны существовать много лет.
Целесообразно подчеркнуть ещё раз и главное различие гидролакколитов и бугров пучения. Первые — это залежи льда терминологически предельно точно определённой формы залегания — лакколитов. Вторые совсем не обязательно имеют в основании льды и льдистые породы. Первые могут считаться иногда буграми пучения в широком понимании, вторые очень часто могут не иметь к гидролакколитам никакого отношения. Более того, иногда напорные межмерзлотные воды, которые не успевают, или не обладают достаточной энергией для достижения дневной поверхности, замерзают на глубине, представляя собой аналог межпластовой интрузии, в аспекте настоящей статьи — подземный гидролакколит.
Распространение гидролакколитов ограничено южной границей криолитозоны на равнинах и низкогорьях Арктики и Субарктики, а также, в высоких горах, нижней границей перигляциального пояса.